# Карминьяно-ди-Брента
Карминьяно-ди-Брента (итал. Carmignano di Brenta) — коммуна в Италии, располагается в провинции Падуя области Венеция.
Население составляет 7006 человек, плотность населения составляет 500 чел./км². Занимает площадь 14 км². Почтовый индекс — 35010. Телефонный код — 049.
В коммуне 15 августа особо празднуется Успение Пресвятой Богородицы.